# Droga wojewódzka 161
Die Droga wojewódzka 161 (DW 161) ist eine 9,5 Kilometer lange Droga wojewódzka (Woiwodschaftsstraße) in der polnischen Woiwodschaft Lebus, die Dobiegniew mit Podlesiec verbindet. Die Straße liegt im Powiat Strzelecko-Drezdenecki.

## Straßenverlauf
Woiwodschaft Lebus, Powiat Strzelecko-Drezdenecki
-  Dobiegniew (Woldenberg) (DK 22)
-  Brücke (Bahnstrecke Poznań–Szczecin)
-  Bahnübergang (Bahnstrecke Poznań–Szczecin)
-  Podlesiec (Waldowshof) (DW 164)